# Шевченко Павло Васильович
Шевченко Павло Васильович (12 жовтня 1907, Гарбузин, нині Корсунь-Шевченківського району Черкаської області — 28 грудня 1982, Харків) — професор, доктор технічних наук (1966), відомий вчений в галузі залізничного транспорту.

## Біографія
Народився в селянській сім'ї. Закінчив залізничну школу Корсуня, 1934 — Ленінградський інститут інженерів залізничного транспорту, 1940 — аспірантуру. По закінченні інституту у 1934-38 — працював майстром, начальником цеху і начальником технічного відділу Київського паровозоремонтного заводу.
1941–1953 — доцент кафедри рухомого составу і тяги поїздів Харківського інституту залізничного транспорту. У 1953 був затверджений завідувачем кафедри «Вагони і вагонне господарство», якою керував впродовж 29 років. Засновник і керівник наукової школи проблем міцності і довговічності вагонних конструкцій.
Шевченко Павло Васильович — автор понад 50 наукових праць. Нагороджений орденом «Знак Пошани», 4 медалями, знаком «Почесний залізничник». Його ім'я присвоєно одній з лабораторій кафедри.